# Туши (Вашингтон)
Туши (енгл. Touchet) насељено је место без административног статуса у америчкој савезној држави Вашингтон.

## Демографија
По попису из 2010. године број становника је 421, што је 25 (6,3%) становника више него 2000. године.
| Група             | 2000.       | 2010.       |
| Белци             | 323 (81,6%) | 307 (72,9%) |
| Афроамериканци    | 0 (0,0%)    | 0 (0,0%)    |
| Азијати           | 0 (0,0%)    | 5 (1,2%)    |
| Хиспаноамериканци | 62 (15,7%)  | 99 (23,5%)  |
| Укупно            | 396         | 421         |